# Корен, Вера
Ве́ра Коре́н, урождённая Вера Ревекка Корецкая (фр. Véra Korène; 17 июля 1901, Бахмут — 20 ноября 1996, Лувесьен) — французская актриса театра и кино, режиссёр.

## Биография
Родилась 17 января 1901 года в Бахмуте в семье портного.
Эмигрировала во Францию после революции. Училась в консерватории, затем посещала в Париже Театральные курсы. С 1922 года начала сниматься в кино. С 1931 года играла на сцене Комеди Франсэз («Comédie Française»), ведущая актриса театра.
После войны создала свой театр «Théâtre de la Renaissance», возглавляла его до 1978 года. В 1957 году содействовала созданию Детского театра «Дяди Севастьяна». В 1962 года в парке Со (под Парижем) вместе с С. Лифарем поставила спектакль по пьесе Г. Д’Аннунцио «Муки Св. Себастьяна».

### Фильмография
- «Voix sans face» («Голос без лица») Л. Миттлера (1933)
- «Belle de nuit» («Ночная красавица») Л. Вальре (1933)
- «Au service du tsar» («На царской службе») П. Бийона (1936)
- «Bateliers de la Volga» («Бурлаки на Волге») В. Стрижевского (1936)
- «Brigade sauvage» («Дикая бригада») Ж. Древиля и М. Л’Эрбье (1938) — Мария Калитьева